# Magnus Hofberg

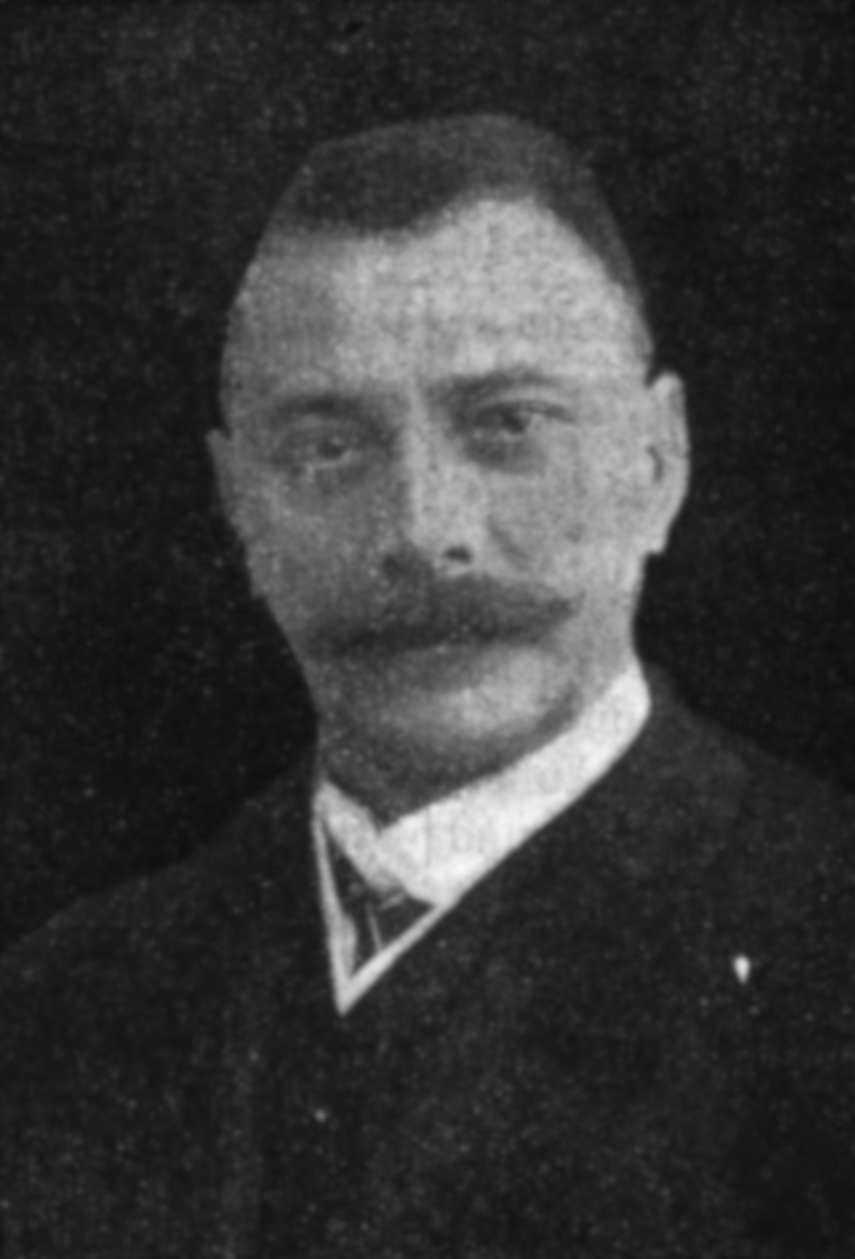
Magnus Hofberg (etwa 1919)

Lars Magnus Hofberg (* 6. September 1862 in Grava bei Karlstad; † 13. November 1919 in Leipzig, begraben Leipzig, Südfriedhof, Abt. IV, Erbbegräbnis Nr. 11) war ein aus Schweden stammender und in Leipzig tätiger Unternehmer, der von 1891 an dort die Instrumentenfabrik Magnus Hofberg für Saugwindharmoniums aufbaute.

## Lebenslauf
Magnus Hofberg erlernte den Beruf des Harmoniumbauers gemeinsam mit seinem Landsmann Theodor Mannborg bei J. P. Nyström in Karlstad. Im Jahr 1886 gingen beide nach Borna bei Leipzig zum Orgelbaumeister Julius Kreutzbach. Hofberg zog 1889 nach Paris weiter, um in der Harmoniumfabrik von Alexandre père & fils ein Jahr lang seine Ausbildung zu verfeinern. Anschließend war er 1890 noch für ein Jahr bei Theodor Mannborg in Borna tätig, der zwischenzeitlich seine eigene Harmoniumproduktion eröffnet hatte.
Er selbst hatte sich schon in seiner Jugend mit dem Gedanken getragen, eine eigene Harmoniumfabrik zu eröffnen. Diesen setzte er Ende 1891 in Leipzig in die Tat um. Im Laufe seiner unternehmerischen Tätigkeit meldete er etliche Patente zur Verbesserung der Technik von Saugwindharmoniums an. Dazu gehörten Erfindungen wie die doppelte Winddruckteilung, sein selbstspielendes Autoharmonium und sein Harmoniumspielapparat Leganola.
In seinem letzten Lebensjahr kränkelte Hofberg. Weder eine vierwöchige Kur in Bad Elster noch ein mehrmonatiger Aufenthalt in seiner Heimat Schweden brachte die erhoffte Besserung. Nach seiner Rückkehr nach Deutschland verstarb er in Leipzig an einem Magenleiden.